# Różana (powiat wałbrzyski)
Różana (niem. Rosenau) – wieś w Polsce położona w województwie dolnośląskim, w powiecie wałbrzyskim, w gminie Mieroszów. W latach 1975–1998 miejscowość należała administracyjnie do województwa wałbrzyskiego.
Według Narodowego Spisu Powszechnego (marzec 2011 r.) liczyła 54 mieszkańców. Jest najmniejszą miejscowością gminy Mieroszów.
Wieś Różana jest niewielką ulicówką położoną przy drodze z Mieroszowa do Krzeszowa, przy rozwidleniu tej drogi do Łącznej, wzdłuż potoku Ścinawki. Ma zasadniczy przebieg pn-pd. Wcześniejsze nazwy wsi: Rosenow i Rosenau.
Do wojewódzkiego rejestru zabytków wpisana jest kuźnia z wyposażeniem nr 18, z pierwszej połowy XVIII w.